# Crystal Defenders
Crystal Defenders (クリスタル・ディフェンダーズ, Kurisutaru Difendāzu) est un jeu vidéo de type Tower defense réalisé par la société japonaise Square Enix. Le jeu se déroule dans le monde imaginaire de Ivalice et les monstres invoqués sont tirés du jeu Final Fantasy Tactics A2: Grimoire of the Rift.
Initialement le jeu a été publié sous le nom de Crystal Guardians (クリスタル ガーディアンズ, Kurisutaru Gādianzu) en trois chapitres distincts pour Yahoo! Keitai, EZWeb et pour i-mode. 
Les trois chapitres furent compilés et publiés pour iOS sous le nom de Crystal Defenders. Cette version fut adaptée sur WiiWare (en deux volets, R1 et R2), PlayStation Network, Xbox Live Arcade et Android.

## Système de jeu
Crystal Defenders se joue en vue de dessus d'un labyrinthe montrant le chemin que les monstres ennemis prendront. Le but du jeu sera de positionner le plus stratégiquement les troupes alliées le long des voies pour vaincre 31 vagues successives de monstres. Si des ennemis parviennent à s'échapper, ceux-ci affligeront des dégâts aux cristaux que le joueur doit défendre. Si tous les cristaux sont détruits, la partie est perdue. Pour s'aider, le joueur peut invoquer Espers pour quelques cristaux afin de causer des dommages aux attaquants.

## Accueil
- IGN : 5,8/10 (R1)[1] - 5,8/10 (R2)[2]

## Crystal Defenders: Vanguard Storm
Une suite intitulée Crystal Defenders: Vanguard Storm a été publiée dans le monde entier pour iOS le 13 mai 2009. Il est le premier jeu de Square Enix à être spécialement conçu pour un écran tactile. Dans cette suite, la carte est divisée en deux grilles de 4x4, situées à gauche et à droite de l'écran. Le joueur doit défendre sa position sur le côté droit de monstres qui envahissent de la gauche. Un nouvel élément roche-papier-ciseaux a été ajouté. Les soldats peuvent attaquer les troupes au sol, mais ne peuvent pas frapper ceux en vol et ne sont pas efficaces contre les ennemis de Pudding. Les archers peuvent attaquer les ennemis de Ahriman et les mages noirs peuvent frapper les ennemis de Pudding. Les joueurs peuvent également rétablir leur santé avec les mages blancs ou retarder les ennemis grâce aux paladins. À la fin du niveau un boss apparait sur la map.
Crystal Defenders: Vanguard Storm reçut des critiques la plupart favorables : Levi Buchanan de l'IGN , il a donné un huit sur dix. Tracy Erickson de Pocket Gamer lui a donné un "argent" déclarant : Vanguard Storm réalise un bon équilibre avec son gameplay tactique en gardant les éléments simples sans diminuer le niveau de difficulté". Torbjorn Kamblad de TouchGen lui a donné 2 sur 5 critiquant l'absence de stratégie et la quantité de jouabilité .